# Centre sportif Alain-Mimoun
Le centre sportif Alain-Mimoun connu également sous le nom de stade de la Porte-Dorée puis de centre sportif Paul-Valéry est un complexe sportif localisé dans le 12e arrondissement de Paris près du bois de Vincennes . Autrefois, il était rattaché à la commune de Saint-Mandé, et son premier terrain d'honneur se trouvait à la place de l'actuel lycée Paul-Valéry en bordure du boulevard Soult selon l'IGN.
Ce centre porte désormais le nom de l’athlète Alain Mimoun (1921-2013), qui décéda non loin de là, à l’hôpital militaire Bégin de Saint-Mandé (Val-de-Marne).

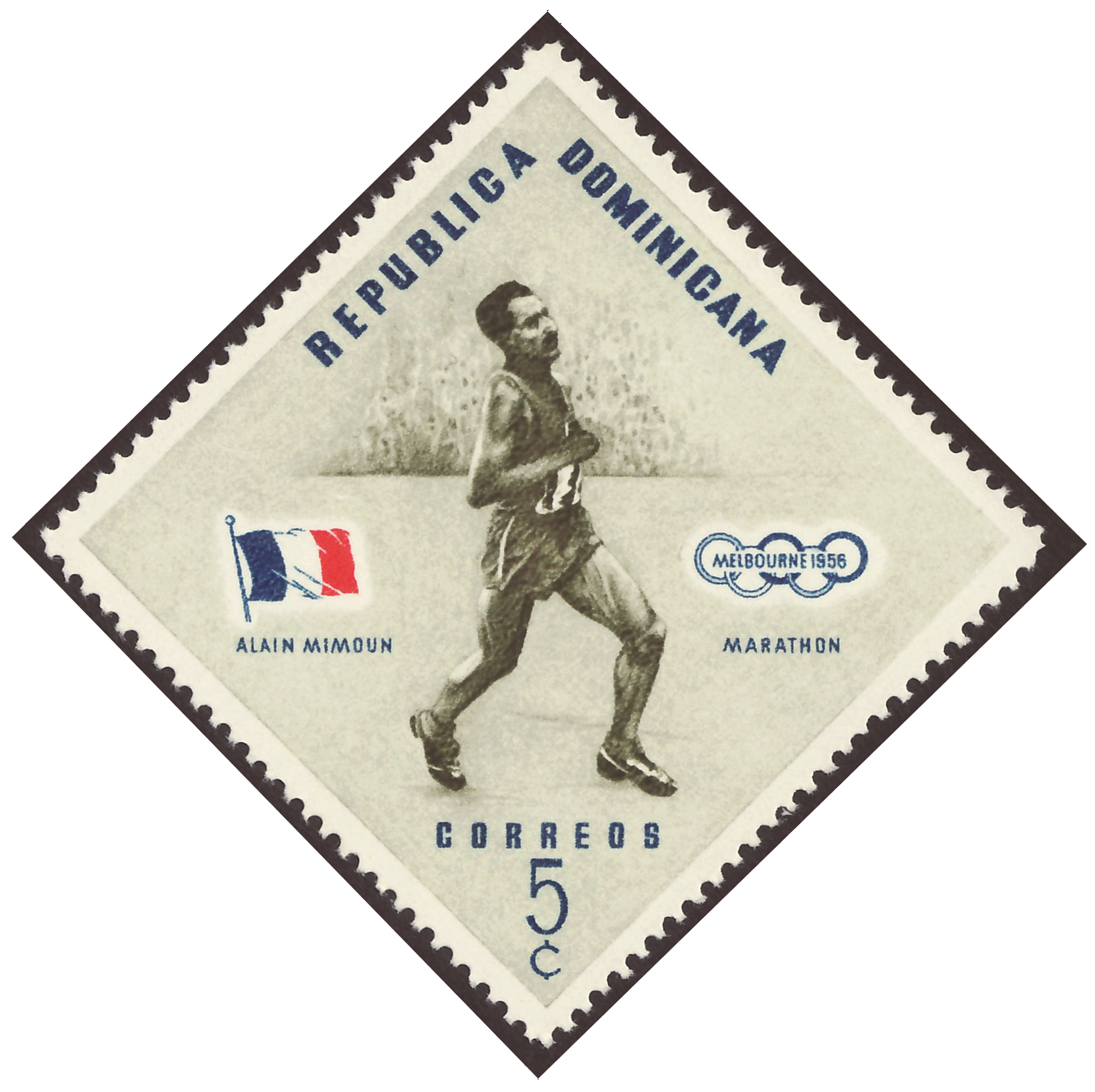
Timbre célébrant Alain Mimoun.

## Historique
Dès 1900, le terrain est utilisé par la Nationale de Saint-Mandé pour le football, tout juste créée. Bien situé, proche de la capitale et facile d'accès à l'image du Parc des Princes à l'ouest de la ville de Paris, le stade de la Porte-Dorée – dénommé ainsi dans les années 1920 – devient rapidement multifonctionnel. Il est utilisé par plusieurs sections sportives de nombreux clubs parisiens dont le Paris université club (PUC), avant que celui-ci s'installe définitivement au stade Charléty dans le 13e arrondissement quelques années plus tard, le Racing Club de France, le Stade français, le CASG, l'Olympique, l'US Suisse de Paris, le Standard Athletic Club pour diverses disciplines sportives comme le hockey sur gazon, le rugby le football et bien sur l'athlétisme. 

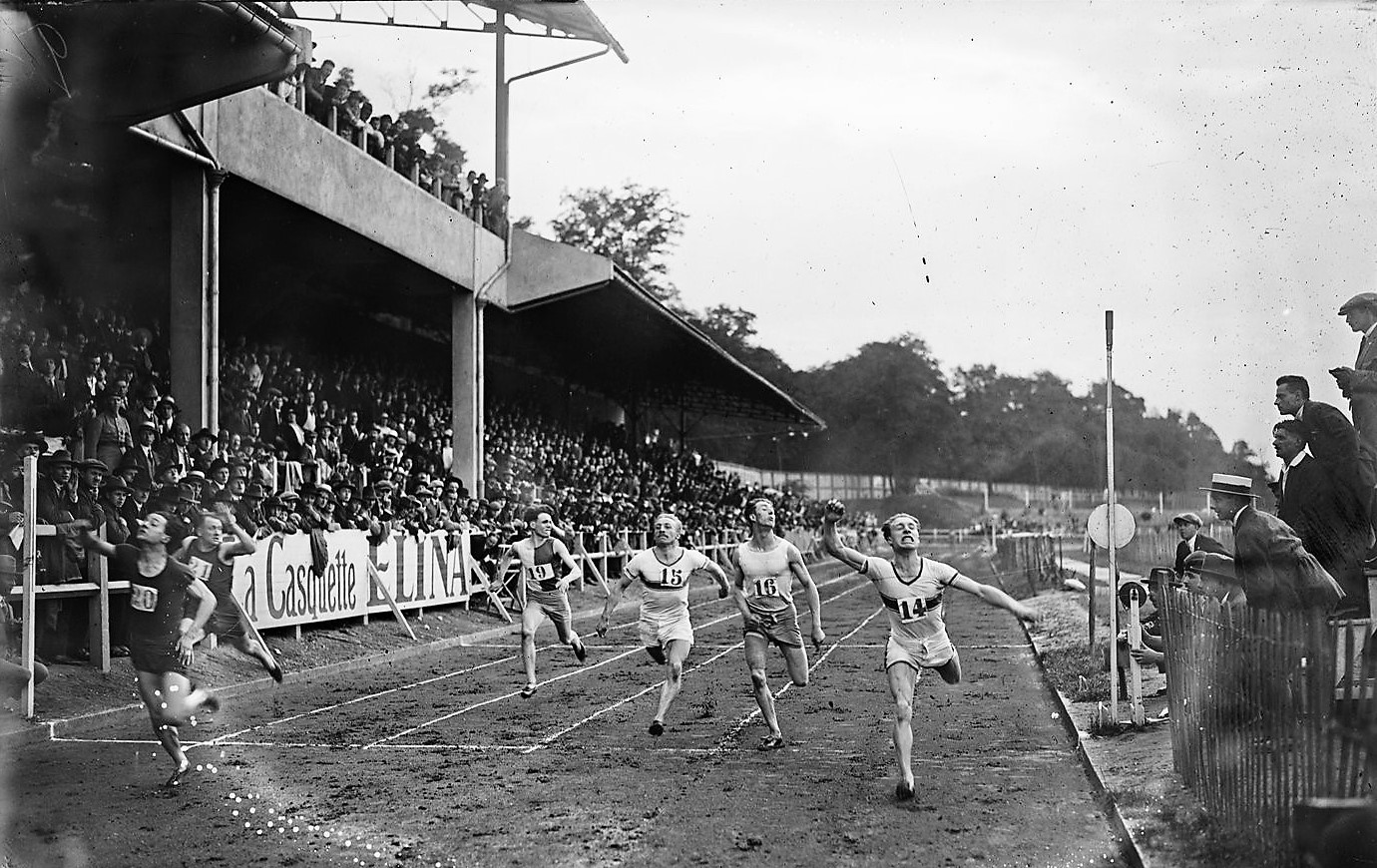
Athlétisme et critérium de vitesse au stade de la Porte Dorée le 7 septembre 1924.
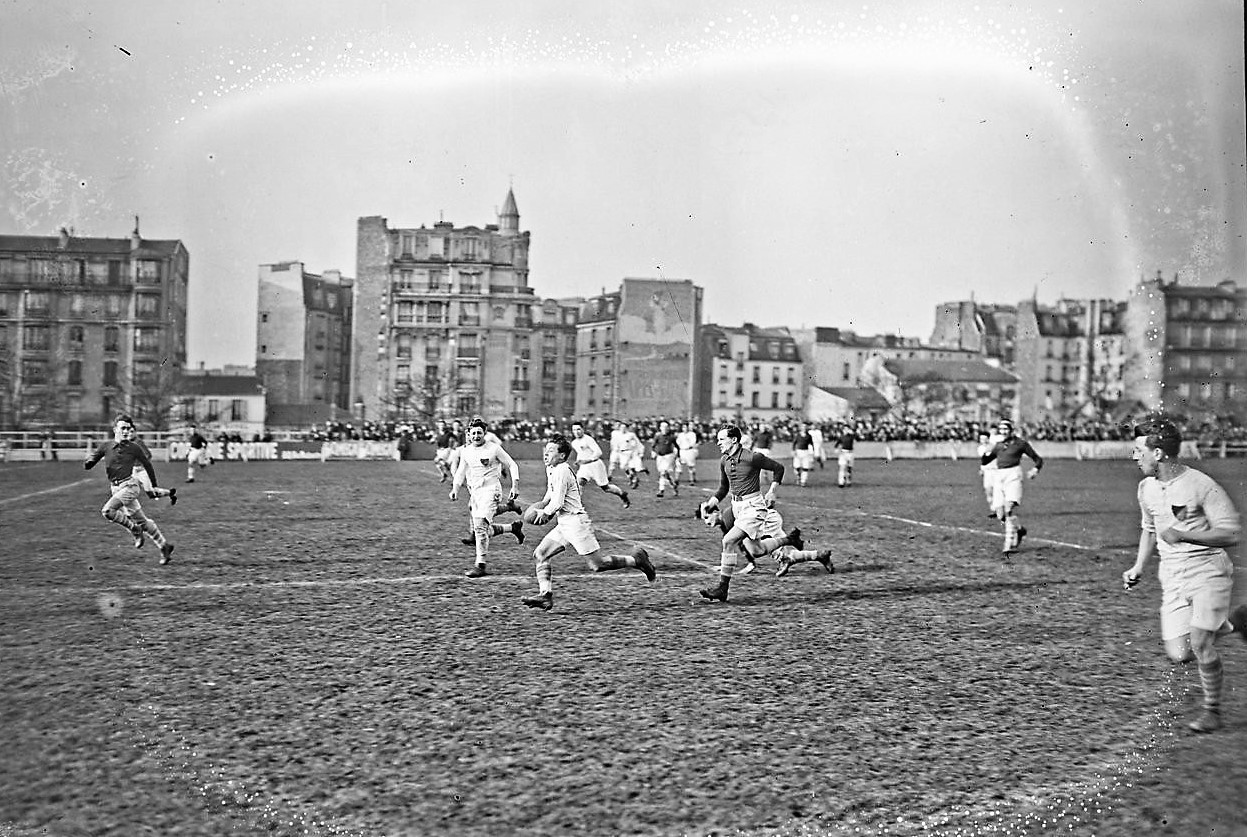
Rencontre de rugby entre le Paris Université Club et l' AS Montferrandaise de Clermont-Ferrand au stade de la Porte Dorée le 22 mai 1925.
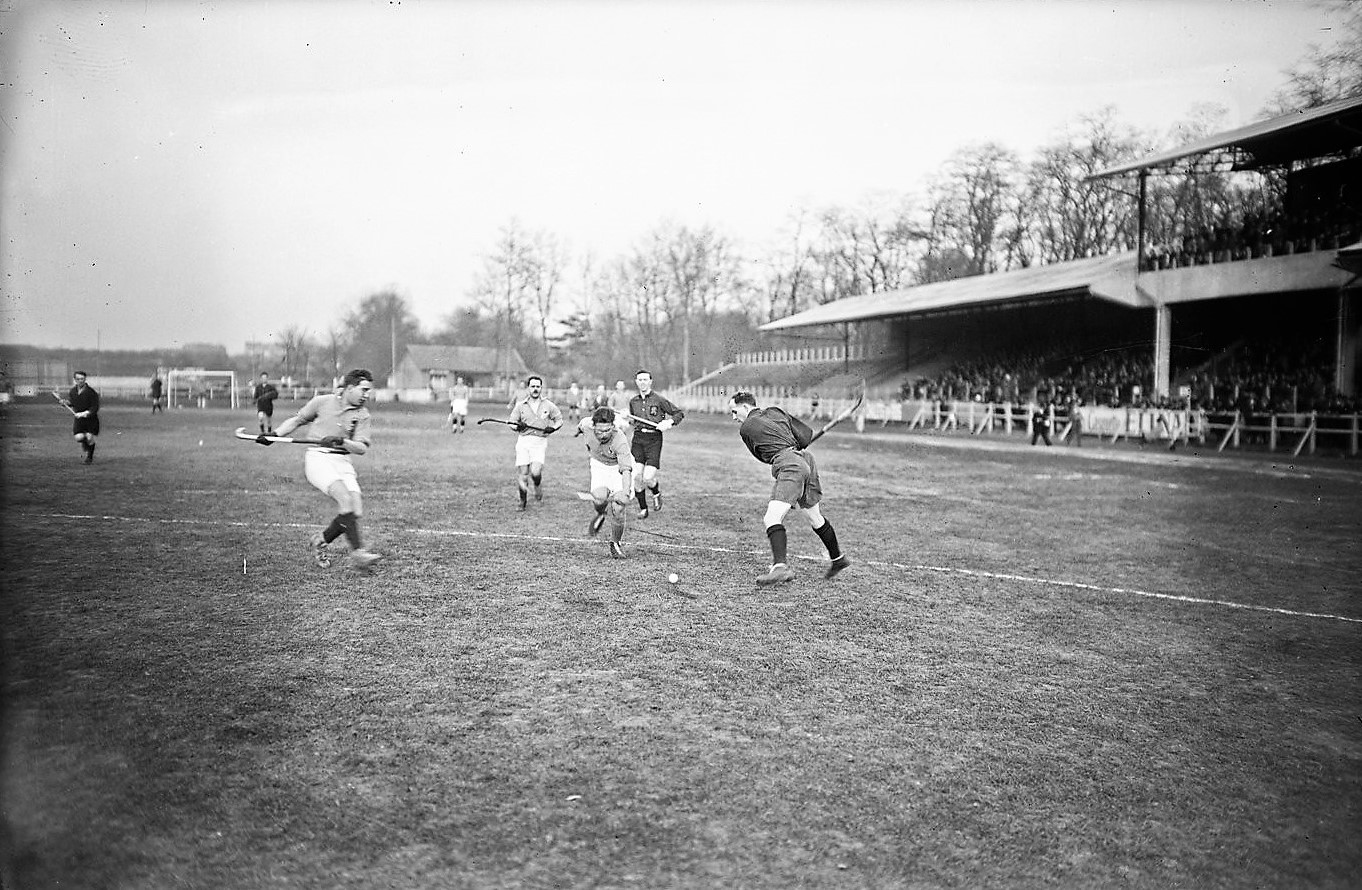
Match de hockey sur gazon entre l'équipe de France et l'équipe de Belgique le 27 février 1926 au stade de la Porte Dorée de Saint-Mandé, près de Paris.

À la fin des années 1930, le terrain, est également utilisé par le club de football du Cercle athlétique de Paris. Après la guerre, avec la construction du lycée Paul-Valéry au début des années 1960, le « centre sportif de la Porte Dorée » est intégré à l'établissement scolaire dont il constitue les infrastructures d'éducation physique et sportive (comprenant un terrain en terre – parfois herbé –, une piste en cendrée puis en synthétique, un double gymnase, des terrains de tennis et de basket-ball).
Aujourd'hui, le complexe comprend un terrain de football et de rugby avec piste d'athlétisme, deux salles omnisports et plusieurs terrains de tennis dont deux couverts.